# Обыч
Обыч (укр. Обич) — село в Шумской городской общине Кременецкого района Тернопольской области Украины.
До 2020 года входило в Шумский район.
Население по переписи 2001 года составляло 773 человека. Почтовый индекс — 47105. Телефонный код — 3558.